# Mussy-la-Fosse
 Mussy-la-Fosse  là một xã ở tỉnh Côte-d'Or trong vùng Bourgogne-Franche-Comté, phía đông nước Pháp. Khu vực này có độ cao trung bình 250 mét trên mực nước biển.